# Andreas của Hy Lạp và Đan Mạch
Andreas của Hy Lạp và Đan Mạch (tiếng Hy Lạp: Ανδρέας; tiếng Anh: Andrew; 2 tháng 2 [lịch cũ 20 tháng 1] năm 1882 – 3 tháng 12 năm 1944) của Nhà Schleswig-Holstein-Sonderburg-Glücksburg, là con thứ bảy và là con trai thứ tư của Vua Georgios I của Hy Lạp và Olga Konstantinovna của Nga. Ông là cháu trai của Christian IX của Đan Mạch và là bố của Philip, Vương tế Anh. Ông ta từ khi sinh ra là một hoàng tử của cả Đan Mạch và Hy Lạp nhờ dòng dõi gia đình của mình.
Ông được huấn luyện quân sự từ khi còn nhỏ, và được ủy nhiệm làm sĩ quan trong quân đội Hy Lạp. Các vị trí chỉ huy của ông là những bổ nhiệm thực chất hơn là danh dự, và ông đã phục vụ trong Các cuộc chiến tranh Balkan. Năm 1913, cha ông bị ám sát và anh trai của Andreas, Constantine, trở thành vua. Sự bất mãn với chính sách trung lập của anh trai mình trong Chiến tranh Thế giới thứ nhất đã dẫn đến sự thoái vị của anh trai và hầu hết hoàng tộc, bao gồm cả Andreas, đã bị lưu đày. Vài năm sau, sau khi trở về, Andreas làm Thiếu tướng trong Chiến tranh Hy Lạp-Thổ Nhĩ Kỳ (1919-1922), nhưng kết quả chiến tranh không thuận lợi cho Hy Lạp, và Andreas bị đổ lỗi, một phần, vì đánh mất lãnh thổ của Hy Lạp. Ông bị lưu đày lần thứ hai vào năm 1922 và dành phần lớn thời gian còn lại của cuộc đời ở Pháp.
Đến năm 1930, ông bị vợ ghẻ lạnh, Alice xứ Battenberg. Con trai duy nhất của ông, Vương tế Philip, từng phục vụ trong hải quân Anh trong Thế chiến II, trong khi cả bốn cô con gái của ông đều kết hôn với người Đức, ba người trong số họ có kết nối với Đức Quốc Xã. Bị chia tách khỏi vợ và con trai do ảnh hưởng của chiến tranh, Andreas mất tại Monte Carlo vào năm 1944. Ông đã không gặp ai trong số họ kể từ năm 1939.

## Thời thơ ấu
Vương tử Andreas được sinh ra tại Cung điện Tatoi ở phía bắc Athens vào ngày 2 tháng 2 năm 1882, là con trai thứ tư của George I của Hy Lạp. Là thành viên của Nhà Schleswig-Holstein-Sonderburg-Glücksburg, ông là hoàng tử của cả Hy Lạp và Đan Mạch, vì cha ông là con trai của Christian IX của Đan Mạch . Ông ở trong dòng dõi kế vị ngai vàng Hy Lạp và xa hơn với ngai vàng Đan Mạch.
Ông đã học tiếng Hy Lạp cũng như tiếng Đan Mạch, tiếng Đức, tiếng Pháp, tiếng Anh và tiếng Nga. Trong các cuộc trò chuyện với cha mẹ, ông ta không nói bất cứ tiếng gì ngoại trừ tiếng Hy Lạp. Ông theo học trường sĩ quan và cao đẳng nhân viên tại Athens, và đã được Panagiotis Danglis, người dạy thêm ông các môn quân sự, ghi lại rằng ông ta "nhanh và thông minh". Ông ta "trở nên khá thân thiết" với người bạn học Theodore Pangalos.
Mặc dù bị cận thị, Andreas gia nhập quân đội với tư cách là một sĩ quan kỵ binh vào tháng 5 năm 1901.

## Hôn nhân
Năm 1902, Vương tử Andreas đã gặp Alice xứ Battenberg trong thời gian ở Luân Đôn nhân dịp đăng quang của Edward VII của Anh, người chú vợ của ông. Công chúa Alice là con gái của Louis xứ Battenberg và Victoria của Hessen và Rhein và cháu gái của Vua Edward. Họ yêu nhau, và năm sau, vào ngày 6 tháng 10 năm 1903, Andreas kết hôn với Alice trong một đám cưới dân sự tại Darmstadt. Ngày hôm sau, hai đám cưới tôn giáo đã được thực hiện: một là Lutheran trong Nhà thờ Tin Lành và một là Chính thống Hy Lạp trong Nhà nguyện Nga tại Mathildenhöhe. Hoàng tử và Công chúa có năm người con, tất cả sau này đều có con riêng.

## Sự nghiệp ban đầu

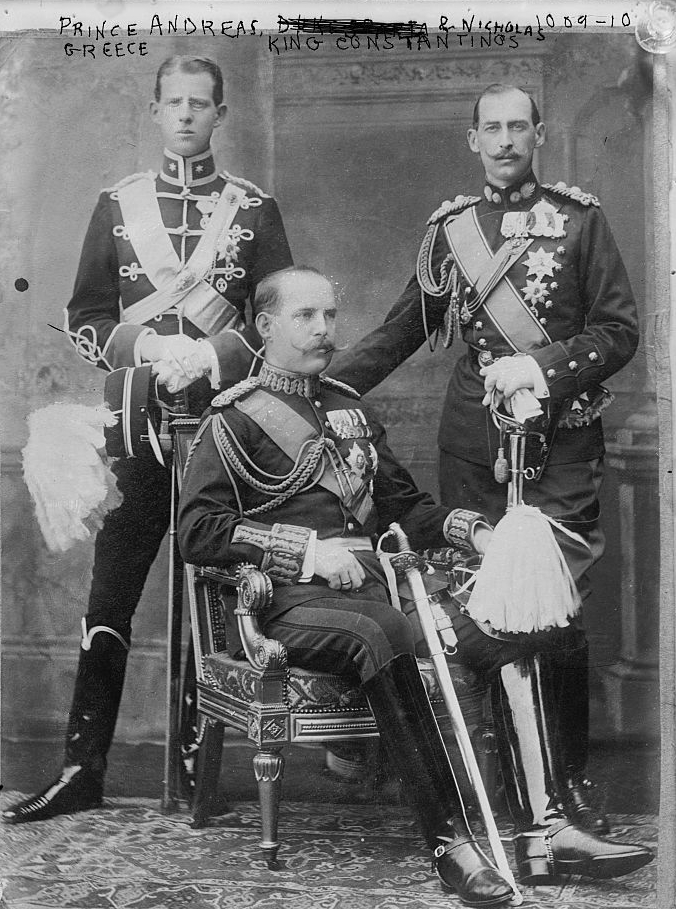
Vương tử Andreas (trái), với các anh của ông, Thái tử Constantine và Vương tử Nicholas

Năm 1909, tình hình chính trị ở Hy Lạp đã dẫn đến một cuộc đảo chính, vì chính quyền Athens từ chối hỗ trợ quốc hội Crete, quốc hội này đã kêu gọi sự hợp nhất của đảo Crete (vẫn là một phần của Đế quốc Ottoman) với lục địa Hy Lạp. Một nhóm các sĩ quan không hài lòng đã thành lập một Liên minh quân sự chủ nghĩa dân tộc và cuối cùng dẫn đến sự từ chức của Hoàng tử Andreas khỏi quân đội và gia tăng quyền lực của Eleftherios Venizelos.
Vài năm sau, khi Các cuộc chiến tranh Balkan bùng nổ vào năm 1912, Andreas được phục hồi trong quân đội với tư cách là một trung tá trong Trung đoàn Kỵ binh 3, và được chỉ huy của một bệnh viện dã chiến. Trong chiến tranh, cha ông bị ám sát và Andreas được thừa kế biệt thự Mon Repos trên đảo Corfu. Năm 1914, Andreas (giống như nhiều hoàng tử châu Âu) đã giữ các chức vụ quân sự danh dự trong cả Đế quốc Đức và Nga, cũng như hiệp sĩ của Đế quốc Phổ, Nga, Đan Mạch và Ý.
Trong Chiến tranh Thế giới thứ nhất, ông tiếp tục đến Anh, bất chấp những lời buộc tội che giấu trong Hạ viện Anh rằng ông là một đặc vụ Đức. Anh trai của ông ấy, Vua Constantine, người anh rể của Kaiser, đã tuân theo chính sách trung lập, nhưng chính phủ được bầu cử dân chủ của Venizelos đã ủng hộ Quân Đồng Minh. Đến tháng 6 năm 1917, chính sách trung lập của nhà vua đã trở nên khó kiểm soát đến nỗi ông thoái vị và hoàng gia Hy Lạp buộc phải lưu vong. Trong vài năm tiếp theo, hầu hết hoàng gia Hy Lạp sống ở Thụy Sĩ.

## Đày khỏi Hy Lạp
Trong vòng ba năm, con trai thứ hai của Constantine, Alexander, là vua của Hy Lạp, cho đến khi ông qua đời vì nhiễm trùng do bị khỉ cắn. Constantine là được khôi phục lại ngai vàng, và Andreas một lần nữa được phục hồi trong quân đội, lần này là một thiếu tướng. Gia đình họ cư trú tại Mon Repos.
Andreas được giao quyền chỉ huy Quân đoàn II trong Trận chiến Sakarya, ông đã đẩy Chiến tranh Hy Lạp-Thổ Nhĩ Kỳ (1919-1922) vào thế bí. Andreas rất ít tôn trọng các sĩ quan cấp trên của mình, người mà ông coi là bất tài. Ông được lệnh tấn công các vị trí của Thổ Nhĩ Kỳ, mà ông ta coi là một động thái tuyệt vọng trong "trạng thái hoảng loạn không che giấu được". Từ chối đưa người của mình vào tình trạng nguy hiểm không đáng có (thiếu lương thực và đạn dược) , Andreas làm theo mình kế hoạch chiến đấu, làm mất tinh thần của tướng chỉ huy Anastasios Papoulas. Miễn nhiệm chức vụ tham mưu trưởng và bị giáng chức bởi Papoulas, vào tháng 9 Andreas yêu cầu được loại bỏ khỏi bộ chỉ huy nhưng Papoulas từ chối. Quân đội của Andreas bị bắt phải rút lui. Ông được nghỉ phép trong hai tháng, cho đến khi ông được chuyển đến Hội đồng Quân đội Tối cao. Vào tháng 3 năm 1922, ông được bổ nhiệm làm chỉ huy của Quân đoàn V tại Epirus và Quần đảo Ionia. Papoulas đã được thay thế bởi Tướng Georgios Hatzianestis.

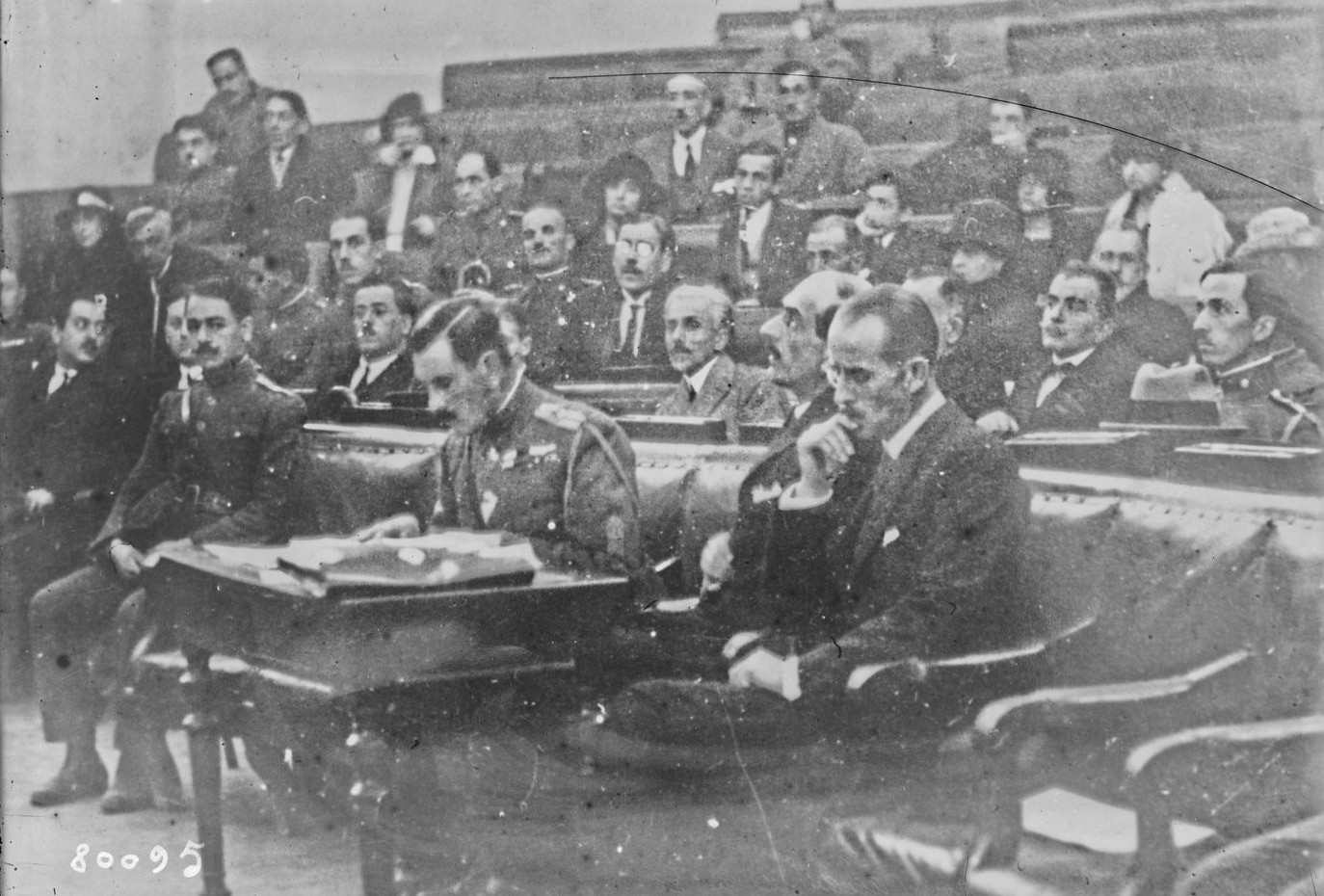
Vương tử Andreas (thứ nhất từ phải sang) trong phiên tòa năm 1922

thất bại của Hy Lạp ở Tiểu Á vào tháng 8 năm 1922 đã dẫn đến cuộc Cách mạng ngày 11 tháng 9 năm 1922, trong đó Vương tử Andreas bị bắt, bị đưa ra tòa và bị kết tội là "không tuân theo lệnh" và "Hành động theo sáng kiến của chính mình" trong trận chiến năm trước. Nhiều bị cáo trong các phiên tòa xét xử phản quốc sau cuộc đảo chính đã bị bắn, bao gồm Hatzianestis và năm chính trị gia cao cấp. Các nhà ngoại giao Anh cho rằng Andreas cũng đang gặp nguy hiểm. Andreas, mặc dù được tha mạng, đã bị trục xuất suốt đời và gia đình ông ta phải chạy trốn trên một chiếc tàu tuần dương của Anh, HMS  Calypso . Gia đình ông định cư tại Saint-Cloud ở ngoại ô Paris, trong một ngôi nhà nhỏ được cho mượn bởi chị dâu giàu có của Andreas, Công chúa George của Hy Lạp. Ông và gia đình bị tước quốc tịch Hy Lạp và di chuyển bằng hộ chiếu Đan Mạch.
Năm 1930, Andreas đã xuất bản một cuốn sách có tựa đề Hướng tới thảm họa: Quân đội Hy Lạp ở Tiểu Á năm 1921, trong đó ông bảo vệ hành động của mình trong Trận chiến Sakarya, nhưng về cơ bản, ông sống một cuộc sống bị ép về hưu, mặc dù chỉ ở tuổi bốn mươi. Trong thời gian sống lưu vong, gia đình ông ngày càng ly tán. Alice bị suy nhược thần kinh và được nhập viện tại Thụy Sĩ. Con gái của họ kết hôn và định cư tại Đức, chia tách khỏi Andreas và Philip được gửi đến trường ở Anh, nơi anh được nuôi dưỡng bởi họ hàng người Anh của mẹ. Andreas đã đến sống ở miền Nam nước Pháp.
Ở Côte d'Azur, Andreas sống trong một căn hộ nhỏ, hoặc phòng khách sạn hoặc trên du thuyền với người bạn gái của mình, Nữ bá tước Andrée de La Bigne. Cuộc hôn nhân của ông với Alice đã kết thúc, và sau khi bà hồi phục và được thả ra, bà trở về Hy Lạp. Năm 1936, bản án lưu vong của ông đã bị hủy bỏ bởi luật khẩn cấp, việc này cũng khôi phục lại đất đai và niên kim cho Nhà vua. Andreas trở về Hy Lạp trong một chuyến thăm ngắn vào tháng Năm. Năm sau, con gái ông Cécile, con rể và hai đứa cháu của ông bị chết tại tai nạn máy bay tại Ostend; ông gặp lại Alice lần đầu tiên sau sáu năm tại đám tang, cũng có sự tham dự của Hermann Göring.
Khi bắt đầu Thế chiến II, ông thấy mình bị mắc kẹt tại Chính phủ Vichy, trong khi con trai của ông, Vương tế Philip, đã chiến đấu theo phe Anh. Họ không thể gặp hoặc thậm chí tương tác với nhau. Hai trong số các con rể còn sống của Andreas đã chiến đấu bên phe Đức. Hoàng tử Christoph của Hessen là một thành viên của Đảng Quốc xã và Waffen-SS. Berthold, Bá tước xứ Baden, đã được đưa ra khỏi Wehrmacht vào năm 1940 sau một chấn thương ở Pháp. Trong 5 năm sau, Andreas không gặp lại vợ hay con trai của mình.

## Cái chết và an táng
Ông qua đời tại Khách sạn Metropole, Monte Carlo, Monaco, vì bệnh suy tim và xơ cứng động mạch khi chiến tranh kết thúc. Andreas ban đầu được chôn cất trong nhà thờ Chính thống Nga ở Nice, nhưng vào năm 1946, hài cốt của ông đã được chuyển đi, bởi Tàu tuần dương Hy Lạp Averof, đến nghĩa trang hoàng gia tại Cung điện Tatoi, gần Athens. Vương tế Philip và thư ký riêng lúc đó, Mike Parker, đã tới Monte Carlo để thu thập các vật phẩm thuộc về cha mình từ Nữ bá tước Andrée de La Bigne; trong số những vật phẩm này: một chiếc nhẫn có chữ ký mà Vương tế đeo từ đó trở về sau, một chiếc bàn chải cạo râu ngà mà ông mang đi sử dụng và một số quần áo ông đã điều chỉnh để phù hợp với ông. Vương tử Andreas để lại cho đứa con trai duy nhất bảy phần mười gia sản của mình, nhưng ông cũng để lại khoản nợ 17.500 bảng, dẫn đến việc bà ngoại của Philippos, Victoria của Hessen và Rhein, Bà Hầu tước Milford Haven, đã phàn nàn cay đắng về sự phung phí mà vương tử Hy Lạp đã bị người tình Pháp của mình dẫn vào.

## Con cái
| Tên                 | Sinh                | Mất                  | Kết hôn              | Kết hôn                                        | Con cái |
| Tên                 | Sinh                | Mất                  | Ngày                 | Phối ngẫu                                      | Con cái |
| ------------------- | ------------------- | -------------------- | -------------------- | ---------------------------------------------- | --- |
| Công chúa Margarita | 18 tháng 4 năm 1905 | 24 tháng 4 năm 1981  | 20 tháng 4 năm 1931  | Gottfried, Thân vương của Hohenlohe-Langenburg | - Kraft, Thân vương của Hohenlohe-Langenburg - Thân vương nữ Beatrix của Hohenlohe-Langenburg - Thân vương tử Georg của Hohenlohe-Langenburg - Thân vương tử Rupprecht của Hohenlohe-Langenburg - Thân vương tử Albrecht của Hohenlohe-Langenburg |
| Công chúa Theodora  | 30 tháng 5 năm 1906 | 16 tháng 10 năm 1969 | 17 tháng 8 năm 1931  | Berthold, Phiên địa bá tước của Baden          | - Phiên địa bá nữ Margarita của Baden - Maximilian, Phiên địa bá tước của Baden - Phiên địa bá tử Ludwig của Baden |
| Công chúa Cecilie   | 22 tháng 6 năm 1911 | 16 tháng 11 năm 1937 | 2 tháng 2 năm 1931   | Georg Donatus, Đại công thế tử của Hessen      | - Đại công tử Ludwig của Hessen và Rhein - Hoàng tử Alexander của Hessen và Rhine - Đại công nữ Johanna của Hessen và Rhein |
| Công chúa Sophie    | 26 tháng 6 năm 1914 | 24 tháng 11 năm 2001 | 15 tháng 12 năm 1930 | Phong địa bá tử Christoph của Hessen           | - Phong địa bá nữ Christina Margarethe của Hessen - Phong địa bá nữ Dorothea của Hessen - Phong địa bá tử Karl của Hessen - Phong địa bá tử Rainer của Hessen - Phong địa bá nữ Clarissa Alice của Hessen                                         |
| Công chúa Sophie    | 26 tháng 6 năm 1914 | 24 tháng 11 năm 2001 | 23 tháng 4 năm 1946  | Hoàng tử Georg Wilhelm của Hanover             | - Hoàng tử Welf Ernst của Hanover - Hoàng tử Georg của Hanover - Công chúa Friederike của Hanover |
| Vương tôn Philippos | 10 tháng 6 năm 1921 | 9 tháng 4 năm 2021   | 20 tháng 11 năm 1947 | Nữ vương Elizabeth II của Anh                  | - Charles III - Anne, Vương nữ Vương thất - Vương tử Andrew, Công tước xứ York - Vương tử Edward, Bá tước xứ Wessex |